# Мишолики бандикут
Мишолики бандикут (Microperoryctes murina) је врста сисара торбара из реда Peramelemorphia. 

## Распрострањење
Индонезија је једино познато природно станиште врсте.

## Станиште
Мишолики бандикут има станиште на копну.

## Угроженост
Подаци о распрострањености ове врсте су недовољни.

### Популациони тренд
Популациони тренд је за ову врсту непознат.